# Nana calzata

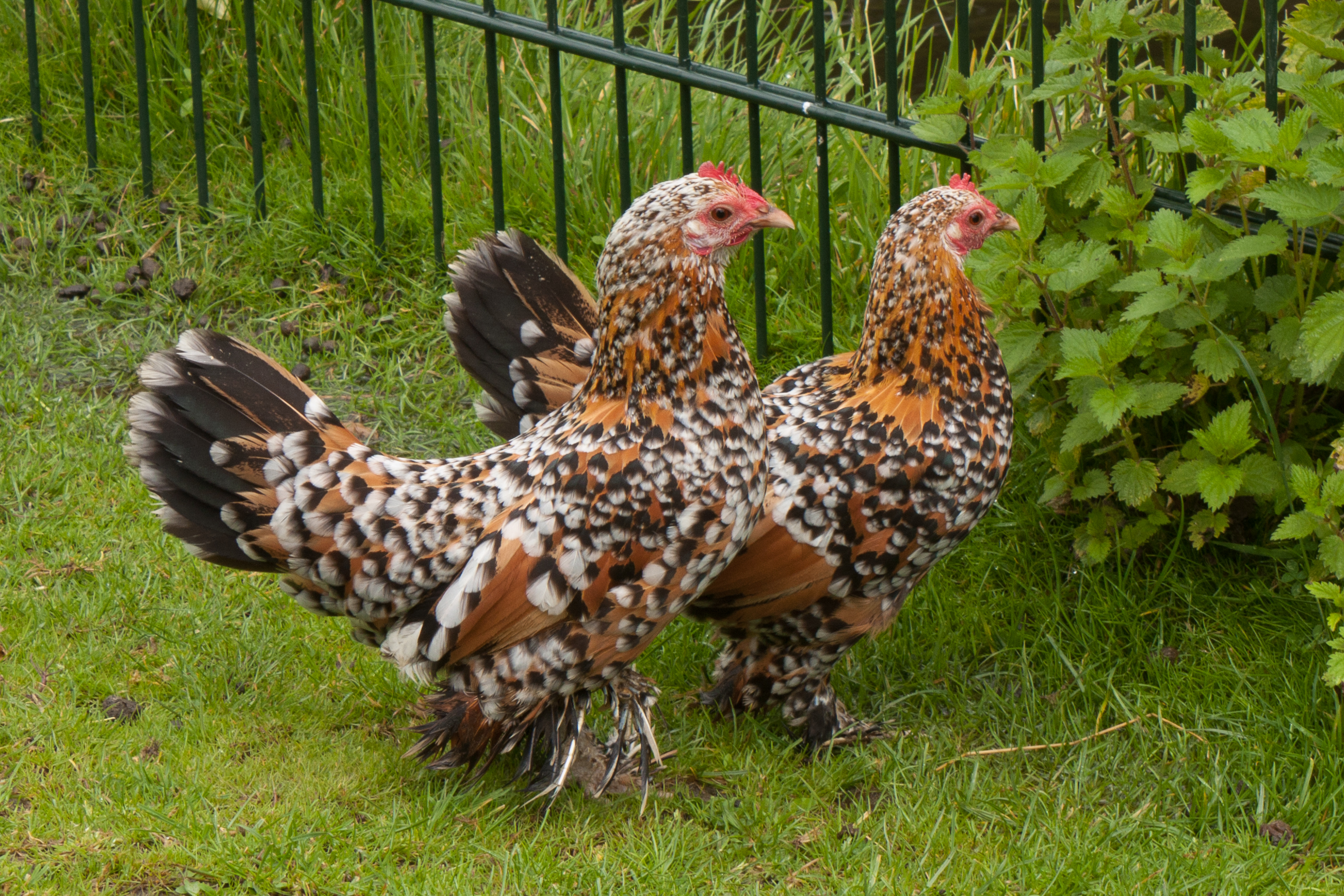
Galline Nane Calzate Millefiori.

La Nana Calzata è un'antica razza nana di pollo originaria dei Paesi Bassi, nota nel resto del mondo col nome di Sabelpoot, caratterizzata dalle zampe abbondantemente piumate. È una razza allevata esclusivamente come uccello ornamentale e da compagnia, ed è stata selezionata in moltissime varietà di colore; probabilmente ha antenati asiatici.

## Origini
La razza esiste da parecchi secoli in Europa, ma non si conoscono esattamente le sue origini; tuttavia gli studiosi ipotizzano un'origine asiatica. La sua presenza in Europa è testimoniata già a partire dal XVI secolo grazie ai dipinti di Adriaan van Utrecht. Nel 1902 la razza è entrata ufficialmente negli standard col nome di Nederlandse Sabelpootkriel (Nana calzata olandese), sicché la razza viene considerata originaria dei Paesi Bassi. La scelta di definirla come olandese è venuta dal Dutch Poultry Club, per cui gli olandesi, come in altri casi, si sono attribuiti la paternità di questa razza autonomamente.

## Caratteristiche morfologiche
Si tratta di un pollo decisamente aggraziato e appariscente, dal piumaggio ricco e abbondante.
La testa è piccola, rotonda e dotata di una cresta semplice portata diritta in entrambi i sessi. Gli occhi sono rotondi, prominenti e con iride rosso arancio. Gli orecchioni sono rossi e di media grandezza, mentre i bargigli ben arrotondati.
Il collo è corto e provvisto di una folta mantellina. Il dorso è largo in corrispondenza delle spalle ed inclinato verso la coda. Le ali sono lunghe, larghe e portate molto cadenti fino a sfiorare il terreno. La coda è ampia e larga, portata alta, dotata di falciformi nel gallo che non sono arcuate, ma che si proiettano sopra le timoniere. L'addome è largo e prominente.
Le zampe sono robuste e di colore blu ardesia, e dalle tibie abbondantemente ricoperte di penne lunghe rigide e aderenti, piuttosto rivolte all'indietro. Questo tipo di impennatura delle zampe, definito a garretto da avvoltoio e presente anche nella simile Barbuta di Uccle, si differenzia da quello delle altre razze asiatiche a tarsi impiumati. Inoltre la Nana Calzata ha i tarsi blu ardesia, mentre le asiatiche di colore giallo; questo è dovuto alla selezione operata in Europa; inizialmente anche i tarsi di questa razza erano gialli.
Il peso è di circa 750 gr per il gallo e di 650 gr per la gallina.

## Colorazioni
La razza è stata selezionata in numerosissime varietà di colore, grazie all'entusiasmo che ha suscitato in folte schiere di avicoltori in tutto il mondo. Le varietà in cui la razza è stata maggiormente apprezzata sono quelle millefiori e porcellana. La FIAV riconosce le seguenti:
- Betulla
- Bianca
- Bianco columbia
- Camoscio pagliettata bianco
- Collo argento
- Collo oro
- Fulva
- Grigio perla
- Millefiori
- Millefiori limone
- Nera
- Nera picchiettata di bianco
- Porcellana
- Rossa
- Sparviero

## Qualità
È una razza nana autentica molto attraente, la cui bellezza ha portato gli estimatori a paragonarla ai fiori da giardino. Questo pollo ha seguaci appassionati in tutto il mondo, e tra le razze ornamentali nane è una delle più frequenti presso le mostre avicole. Oltre che come uccello ornamentale e da esposizione, ha avuto molto successo anche come animale da compagnia. La razza offre inoltre il vantaggio di essere abbastanza robusta e di poter essere lasciata libera in giardino senza il pericolo che danneggi le aiuole, in quanto le zampe impiumate impediscono a questi polli di scavare. L'allevatore dovrà preoccuparsi di alloggiare questi uccelli in spazi asciutti e accoglienti, per evitare che il piumaggio, specie quello delle zampe, si imbratti e si rovini. Le uova pesano circa 38 g e sono bianche. Le galline sono sovente dedite alla cova.